# SpongeBob SquarePants: Original Theme Highlights
SpongeBob SquarePants: Original Theme Highlights è una raccolta di canzoni derivate dalla serie televisiva a cartoni animati Spongebob.

## Tracce
1. SpongeBob SquarePants Theme – Painty the Pirate & Kids – 0:45
2. Loop de Loop – Ween – 1:00
3. Texas Song – Sandy Cheeks e Junior Brown – 1:58
4. Pre-Hibernation – Pantera – 1:29
5. Ripped Pants – SpongeBob e The Losers – 1:17
6. F.U.N. Song – SpongeBob e Plankton – 1:41
7. It's Good to Be Home - Kids - 1:05
8. Listen to the Night Time - Kids - 1:54
9. If You're Happy and You Know It - Kids - 1:29
10. Under the Trees - Kids - 2:42
11. SpongeBob ScaredyPants – The Ghastly Ones – 0:59